# ハワイ王国海軍艦艇一覧
ハワイ王国海軍艦艇一覧は、ハワイ王国海軍が過去保有した、未完成・計画中止を含めた歴代艦艇一覧である。

## 現有勢力
なし

## 艦艇一覧（近代海軍以前）

### 砲艦
- カイミロア（Kaimiloa） - 1871年、6門